# Conca
För andra betydelser, se Conca (olika betydelser).
Conca är en kommun i departementet Corse-du-Sud på ön Korsika i Frankrike. Kommunen ligger  i kantonen Porto-Vecchio som tillhör arrondissementet Sartène. År 2022 hade Conca 1 167 invånare.

## Befolkningsutveckling
Antalet invånare i kommunen Conca
Referens:INSEE